# Servizio informazioni aeronautiche
Il Servizio Informazioni Aeronautiche in inglese Aeronautical Information Services, abbreviato in AIS, ha lo scopo di raccogliere e distribuire le informazioni utili per la sicurezza, l'efficienza e regolarità della navigazione aerea.
Le informazioni gestite dall'AIS attengono alla funzionalità delle radioassistenze e degli ausili alla navigazione, allo  stato degli aerodromi e alle loro caratteristiche, alle procedure di navigazione, ai servizi disponibili e alla struttura degli spazi aerei. 
Il servizio di informazioni aeronautiche, secondo la classificazione internazionale è uno dei servizi di navigazione aerea.

## Scopo
Gli operatori, gli equipaggi e tutto il personale coinvolto nelle operazioni del traffico aereo, devono poter avere accesso ad una vasta quantità di informazioni  essenziali per la pianificazione, e la gestione del volo. Ad esempio possono aver bisogno di conoscere nel dettaglio le procedure necessarie per il transito attraverso spazi aerei, così come i servizi disponibili su aeroporti, eliporti, e tutta una serie dati associati alla navigazione lungo particolari rotte. Gli operatori, inoltre, devono poter essere immediatamente informati circa improvvise avarie agli ausili alla navigazione quali radioassistenze o l'effettuazione di attività potenzialmente pericolose per i voli all'interno di alcune aree, come, ad esempio, attività militari, tiri a fuoco, lancio di palloni aerostatici ed altro.
L'accuratezza di tali informazioni, l'ampia diffusione ed il tempestivo aggiornamento, sono caratteristiche intrinseche di un servizio AIS di qualità.

## Pubblicazioni

### AIP
La  Pubblicazione Informazioni Aeronautiche, in inglese Aeronautical Information Publication, abbreviato in AIP, è il compendio di tutte le informazioni a carattere permanente inerenti allo spazio aereo di uno Stato.
Viene pubblicato secondo specifici standard internazionali e comprende informazioni dettagliate circa:
- regolamentazione specifica vigente;
- caratteristiche e norme di utilizzo degli spazi aerei e delle zone regolamentate e pericolose (fra le altre RA - Restricted Areas e DA - Danger Areas);
- procedure di avvicinamento strumentale, rotte ATS, rotte standard strumentali di partenza, rotte standard di arrivo e rotte VFR;
- caratteristiche fisiche degli aeroporti, servizi disponibili, ausili luminosi, ed orari di servizio;
- servizi del traffico aereo, meteorologici, telecomunicazioni aeronautiche;
- radioassistenze, nominativi, ubicazione, frequenze e caratteristiche.

Le modalità di aggiornamento dell'AIP sono basate su di un sistema che garantisce l'aggiornamento puntuale e preciso di tutte le informazioni aeronautiche tenendo conto delle modifiche che determinino una significativa variazione nelle operazioni di volo. Tale sistema prende il nome di aeronautical information regulation and control, meglio conosciuto con l'acronimo AIRAC.

### NOTAM
I Notice to Airmen abbreviato in NOTAM, sono particolari messaggi emessi per avvisare gli operatori aerei, gli equipaggi e gli enti dei servizi del traffico aereo circa improvvise o temporanee modifiche nella funzionalità di apparati d'ausilio alla navigazione aerea, di restrizioni che vadano a interessare spazi aerei o aeroporti e, in ogni caso, circa cambiamenti nella usuale erogazione di servizi.

### AIC
La Circolare Informazioni Aeronautiche, in inglese Aeronautical information Circular, abbreviato in AIC,  è una pubblicazione che contiene informazioni che non necessitano di un'immediata diffusione per mezzo di NOTAM, poiché attengono a situazioni programmate con largo anticipo ma che tuttavia, per la transitorietà delle informazioni contenute, non sono da includere in AIP. Le materie trattate dall'AIC riguardano la sicurezza del volo, la navigazione aerea, argomenti tecnici, amministrativi o legislativi.

## Responsabilità

### Responsabilità del pilota Comandante
Il pilota Comandante di un aeromobile ha la responsabilità di prendere adeguata visione delle informazioni necessarie alla condotta del volo programmato, dei regolamenti e le procedure in vigore nello Stato sorvolato. Tale requisito può essere soddisfatto attraverso le procedure proprie del servizio informazioni aeronautiche, per mezzo delle pubblicazioni emanate.

### Responsabilità dello Stato
L'ICAO stabilisce che ciascuno Stato sia responsabile di provvedere al servizio AIS all'interno degli spazi aerei di propria competenza oppure che stabilisca appositi accordi con altri Stati  per l'erogazione di tali servizi. In alternativa è possibile identificare un ente non governativo per l'espletamento del servizio informazioni aeronautiche. In ogni caso lo Stato rimane formalmente responsabile del servizio.

### Responsabilità del fornitore dei servizi AIS
L'erogatore dell'AIS deve garantire che le informazioni e i dati aeronautici necessari per la sicurezza, efficienza e regolarità dei voli siano resi disponibili in maniera adeguata secondo gli standard e la qualità prevista.

## Futuro dell'AIS
A seguito del rapido progresso tecnologico e della diffusa informatizzazione, l'attuale filosofia di gestione delle informazioni aeronautiche, basata sulla raccolta e diffusione di materiale cartaceo per mezzo postale o attraverso telescriventi, risulta obsoleto e non soddisfa più le mutate esigenze dell'utenza. L'interoperabilità degli attuali sistemi, commercialmente disponibili, consentirebbero una più efficace ed efficiente gestione delle informazioni. Con queste premesse, in campo internazionale, è allo studio una nuova filosofia di gestione delle informazioni aeronautiche che, appunto, prende il nome di Aeronautical Information Management, abbreviato in AIM basata su presupposti di  massiccia informatizzazione e larga diffusione delle informazioni.
La transizione dell'AIS nel futuro AIM non richiederà completi stravolgimenti: le maggiori modifiche al sistema
verteranno nell'introduzione di nuovi prodotti e servizi e nel miglioramento della qualità dei dati distribuiti e nella tempestività dell'erogazione al fine di venire maggiormente incontro alle esigenze dell'utenza aeronautica.